# Ekande
Ekande est une localité du Cameroun, située dans l'arrondissement de Buéa, le département du Fako et la région du Sud-Ouest.

## Population
En 1953, Ekande avait 34 habitants. En 1968, Ekande comptait 11 habitants, principalement des Bakweri. Lors du recensement de 2005, on a dénombré 1459 personnes.